# Jesse Siebenberg
Pour les articles homonymes, voir Siebenberg.
 (septembre 2024).
La mise en forme du texte ne suit pas les recommandations de Wikipédia : il faut le « wikifier ».
Les points d'amélioration suivants sont les cas les plus fréquents. Le détail des points à revoir est peut-être précisé sur la page de discussion.
- Les titres sont pré-formatés par le logiciel. Ils ne sont ni en capitales, ni en gras.
- Le texte ne doit pas être écrit en capitales (les noms de famille non plus), ni en gras, ni en italique, ni en « petit »…
- Le gras n'est utilisé que pour surligner le titre de l'article dans l'introduction, une seule fois.
- L'italique est rarement utilisé : mots en langue étrangère, titres d'œuvres, noms de bateaux, etc.
- Les citations ne sont pas en italique mais en corps de texte normal. Elles sont entourées par des guillemets français : « et ».
- Les listes à puces sont à éviter, des paragraphes rédigés étant largement préférés. Les tableaux sont à réserver à la présentation de données structurées (résultats, etc.).
- Les appels de note de bas de page (petits chiffres en exposant, introduits par l'outil «  Source ») sont à placer entre la fin de phrase et le point final[comme ça].
- Les liens internes (vers d'autres articles de Wikipédia) sont à choisir avec parcimonie. Créez des liens vers des articles approfondissant le sujet. Les termes génériques sans rapport avec le sujet sont à éviter, ainsi que les répétitions de liens vers un même terme.
- Les liens externes sont à placer uniquement dans une section « Liens externes », à la fin de l'article. Ces liens sont à choisir avec parcimonie suivant les règles définies. Si un lien sert de source à l'article, son insertion dans le texte est à faire par les notes de bas de page.
- La présentation des références doit suivre les conventions bibliographiques. Il est recommandé d'utiliser les modèles {{Ouvrage}}, {{Chapitre}}, {{Article}}, {{Lien web}} et/ou {{Bibliographie}}. Le mode d'édition visuel peut mettre en forme automatiquement les références.
- Insérer une infobox (cadre d'informations à droite) n'est pas obligatoire pour parachever la mise en page.

Pour une aide détaillée, merci de consulter Aide:Wikification.
Si vous pensez que ces points ont été résolus, vous pouvez retirer ce bandeau et améliorer la mise en forme d'un autre article.
Jesse Grey Siebenberg né le 2 février 1977 à Londres est un musicien multi-instrumentiste et chanteur américain, notamment connu pour sa carrière au sein du groupe de rock progressif britannique Supertramp. Il est le fils de Bob Siebenberg, le batteur du groupe, et le neveu de Scott Gorham, guitariste de Thin Lizzy.

## Biographie
Jesse Siebenberg est né dans une famille de musiciens. Il débute au sein de Supertramp en 1997 en tant que percussionniste lors de la tournée It's About Time pour la promotion de l'album Some Things Never Change, où il remplace Tom Walsh. Il participe à l'enregistrement de Slow Motion en 2002 et à la tournée promotionnelle de l'album One More For The Road, sur laquelle il chante Give a Little Bit, les autres chansons de Roger Hodgson étant interprétées par Mark Hart.
En 2007, il enregistre son premier album solo Undiscovery, disponible uniquement par téléchargement.
Il tourne également en tant que bassiste avec Roger Hodgson, ancien membre, cofondateur et chanteur de Supertramp jusqu'en 2009 avant de retrouver ses anciens camarades pour la reformation de Supertramp à l'occasion des 40 ans du groupe. À l'occasion, il joue du piano, des claviers, de la guitare et des percussions et partage avec Gabe Dixon les parties chantées à l'origine par Roger Hodgson. Sur scène, il interprète donc Breakfast In America, Give a Little Bit, The Logical Song et "School".

## Discographie

### Solo
- 2007 — Undiscovery

### Avec Supertramp
- 1999 — It Was The Best Of Times
- 2002 — Slow Motion
- 2010 — 70-10 Tour

### Participations
- Supertramp “It Was the Best of Times” – Guitares, claviers, Percussions, chœurs
- Rey Fresco “The People” – Orgue, Guitares, Lap Steel, Percussions, Piano, Glockenspiel, Omnichord
- Supertramp “Slow Motion” – Guitares, clavier, Percussion, Chœurs
- Todd Hannigan “Volume 1” – Production, Basse, Clavinet, Guitar (12 cordes), batterie, claviers, Piano, Percussions, Orgue, Omnichord, Mixing, Lap Steel
- Kenny Loggins “All Join In” – Production, batterie, Basse, guitares acoustique et électrique, Lap Steel, claviers, Percussions, Programmation, chœurs
- Hanna-McEuen – Compositeur “Prayer For You”
- Supertramp “Retrospectacle: The Supertramp Anthology” – Percussion, chœurs
- Gaia – Chant sur “Love Calls Love”
- Jesse Siebenberg “Undiscovery” – Production, Composition, Ingénieur, Musiciens, Arrangements des cordes
- Ben Wise “Beside The Dial” – Percussions
- Kenny Loggins “How About Now” – Production, Basse, Dobro, Guitares acoustique et électrique, Batterie Claviers, Omnichord, Percussions, chœurs, Arrangements des cordes, Programmation, Orgue, Lap Steel, Guitare
- A Fine Frenzy “Bomb in a Birdcage” – Compositeur “New Heights”, Basse, Batterie, Claviers, Orgue Hammond B3, Piano, Lap Steel
- Escalara “Escalara” – Production, Claviers, Guitares, Basse, Batterie
- Escalara “Tear Down The Walls- featuring Jake Brown and Travis Barker” – Production, Basse, Guitares, claviers, Programmation, Percussions
- A Fine Frenzy “A Blue Christmas” – Batterie, Guitare électrique, Percussions, chœurs
- Lee Koch “Same as Blood” – Production, Batterie, Bass, Keyboards, Guitars, Lap Steel, Dobro, Percussion
- Todd Hannigan “Volume 2: Courtside For the Apocalypse” – Producer, Drums, Guitars, Lap Steel, Keyboards, Glockenspiel
- Crosby Loggins “Time To Move” – Composer “Good Enough” and “You Want To Be With Me”, Composer, Percussion, Vocals (Background), Guitar (Electric), Guitar
- Amy Adams “Never Lookin’ Back” – Producer, Bass, Guitars, Lap Steel, Dobro, Backing Vocals, Percussion
- Various Artists “What Love Can Do” – Producer, Bass, Drums, Dobro, Guitar, Programming, Producer, Organ, Omnichord, Lap Steel Guitar, Keyboards, Guitar (Electric), Guitar (Bass), Guitar (Acoustic), Vocals (Background)
- Jonathan McEuen “Tribute to Jerry Garcia” – Drums/Percussion
- John McEuen “Round Trip: Live in LA” – Drums/Percussion
- John McEuen “String Wizard’s Picks” – Drums/Percussion
- Melali (Film) – Drums, percussion, lap steel, composer
- Quest (film) – Score/composition
- Sliding Liberia (film) – Score/Composition
- Flow (film) – Score/Composition
- Eagles In The Chicken Coop (film) – Composition
- State of S (film) – Score/Compostion
- Waveriders (film) – Composition, Drums, Lap Steel
- Todd Hannigan “Further Than the Bow” – Composer, Drums, Percussion, Pump Organ, Hammond Organ, Lap Steel
- Shane Alexander “Ladera” – Lap and Pedal Steel, percussion
- Jon Swift – Producer, Drums, Bass, Lap and Steel Guitars, Percussion, Keyboards
- Mumford and Sons, Edward Sharp and the Magnetic Zeros, Old Crow Medicine Show, Big Easy Express (film) – Engineer
- Blue Sky Riders “Finally Home” – Associate producer, drums, bass, keyboards, steel/electric/acoustic guitars, backing vocals, percussion
- The McEuen Sessions “For All The Good” – Upright bass, pump organ, drums
- Lissie “Back To Forever” – Producer (“Back To Forever”), drums, upright bass, keyboards, backing vocals
- Lissie “Cryin’ To You” (EP) – Producer, drums, keyboards, steel guitars
- Dan Grimm “Average Savage” – Producer, drums, bass, steel/electric/acoustic guitars, keyboards, backing vocals, percussion
- Carolin No “Backstage” – (select tracks “Loveland, I’ll Wait for You, Crystal Ball, Wenn Ich Ein Voglein War” Production, drums, bass, steel guitars, electric and acoustic guitars, keyboards, backing vocals, percussion
- Lee Koch “Whole Heart” – Drums, Upright Bass, Electric/Acoustic guitars, Electric/Acoustic lap guitars, Keyboards, Vocals, Percussion, Production
- BRYTE – producer, mixing, instrumentation
- Timmy Curran “Alexander Road” – Producer, Drums, Bass, Keys, Guitars, Backing Vocals
- Carmine Terracciano “Reap What You Sew” – Producer, Mixing, Engineering, Guitars, Keys, Vocals
- John Helm “For You” – Producer, engineering, instrumentation
- Lukas Nelson and Promise of the Real – Steel Guitars, Organ
- “A Star is Born” movie 2018 – steel guitars